# Георг Венцеслаус фон Кнобельсдорф
Георг Венцеслаус фон Кнобельсдорф (нім. Georg Wenzeslaus von Knobelsdorff; 17 лютого 1699, маєток Куккедель, поблизу Кросно-Оджанське — 16 вересня 1753, Берлін, Пруссія) — німецький архітектор, основний представник фрідріхського рококо.

## Життєпис
З 1740 був головним хранителем королівських палаців і парків. Жив і працював в епоху панування стилю бароко, але вважається попередником раннього класицизму. Створив ряд витончених і простих фасадів будівель, інтер'єри яких були примхливо оброблені в стилі рококо.
Його головні роботи:
- Новий флігель палацу Шарлоттенбург, 1740—1743.
- Реконструкція парку Тіргартен у Берліні.
- Оперний театр у Берліні, нині  Державна опера, 1741—1743.
- Палац Сансусі в Потсдамі, 1745—1747.
- Кафедральний собор святої Ядвіґи в Берліні.
- Міський палац в Потсдамі, 1745—1751.